# Bayerische Bereitschaftspolizei

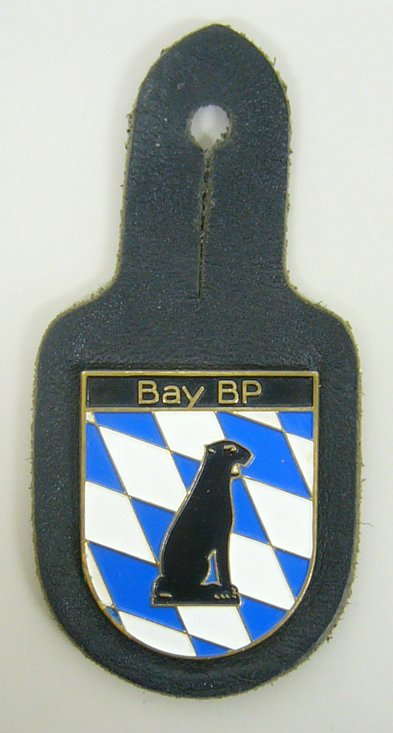
Verbandsabzeichen der Bayerischen Bereitschaftspolizei mit Panther-Skulptur (Brusttaschenanhänger)

Die Bayerische Bereitschaftspolizei (BBPol) ist mit mehr als 8200 Mitarbeitern der größte Polizeiverband der Bayerischen Polizei und die größte Bereitschaftspolizei der deutschen Länderpolizeien.
Die Aufgaben der Bayerischen Bereitschaftspolizei sind unter anderem die Ausbildung von Polizeibeamten und die Bereithaltung von Einsatzhundertschaften für geschlossene Einsätze (beispielsweise Demonstrationen). Außerdem stellt die Bayerische Bereitschaftspolizei die Polizeihubschrauberstaffel, das Fortbildungsinstitut der Bayerischen Polizei sowie das Polizeiorchester Bayern.

## Aufbau

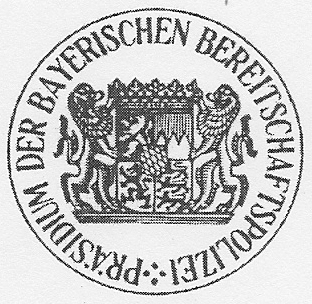
Dienstsiegel des Präsidiums der Bayerischen Bereitschaftspolizei (Druck)

Neben dem Präsidium der Bayerischen Bereitschaftspolizei (BPP) in Bamberg ⊙ gibt es folgende Abteilungen und Standorte:
- I. Bereitschaftspolizeiabteilung (BPA) in München ⊙ – Einsatzabteilung (Oberbayern)
- II. BPA in Eichstätt ⊙ – Einsatzabteilung und Ausbildungsstandort (Oberbayern)[3]
- III. BPA in Würzburg ⊙ – Einsatzabteilung und Ausbildungsstandort (Unterfranken)
- IV. BPA in Nürnberg ⊙ – Einsatzabteilung und Ausbildungsstandort (Mittelfranken)
- V. BPA in Königsbrunn ⊙ – Einsatzabteilung und Ausbildungsstandort (Schwaben)
- VI. BPA in Dachau ⊙ – Einsatzabteilung und Ausbildungsstandort (Oberbayern) mit einer Fläche von über 72 Hektar; auf dem Gelände befand sich anfangs eine Munitionsfabrik, eine SS-Kaserne sowie bis 1972/1973 Einheiten der US Army.
- VII. BPA in Sulzbach-Rosenberg ⊙ – Ausbildungsstandort (Oberpfalz) inklusive zentralem Fahrtrainingssimulator und zweitem Ausbildungsstandort in Nabburg
- Polizeihubschrauberstaffel Bayern (PHuStBy) am Flughafen München mit einer Außenstelle in Roth/Mittelfranken und verschiedenen Stützpunkten
- Fortbildungsinstitut der Bayerischen Polizei (BPFI) in Ainring (Oberbayern) mit den Standorten Spitzingsee, Schliersee und Oberaudorf[4] sowie Herzogau (Diensthundewesen).
- Ärztlicher Dienst der Bayerischen Polizei bei den Bereitschaftspolizeiabteilungen München, Eichstätt, Würzburg, Nürnberg, Königsbrunn, Dachau, Sulzbach-Rosenberg und Nabburg.[5]

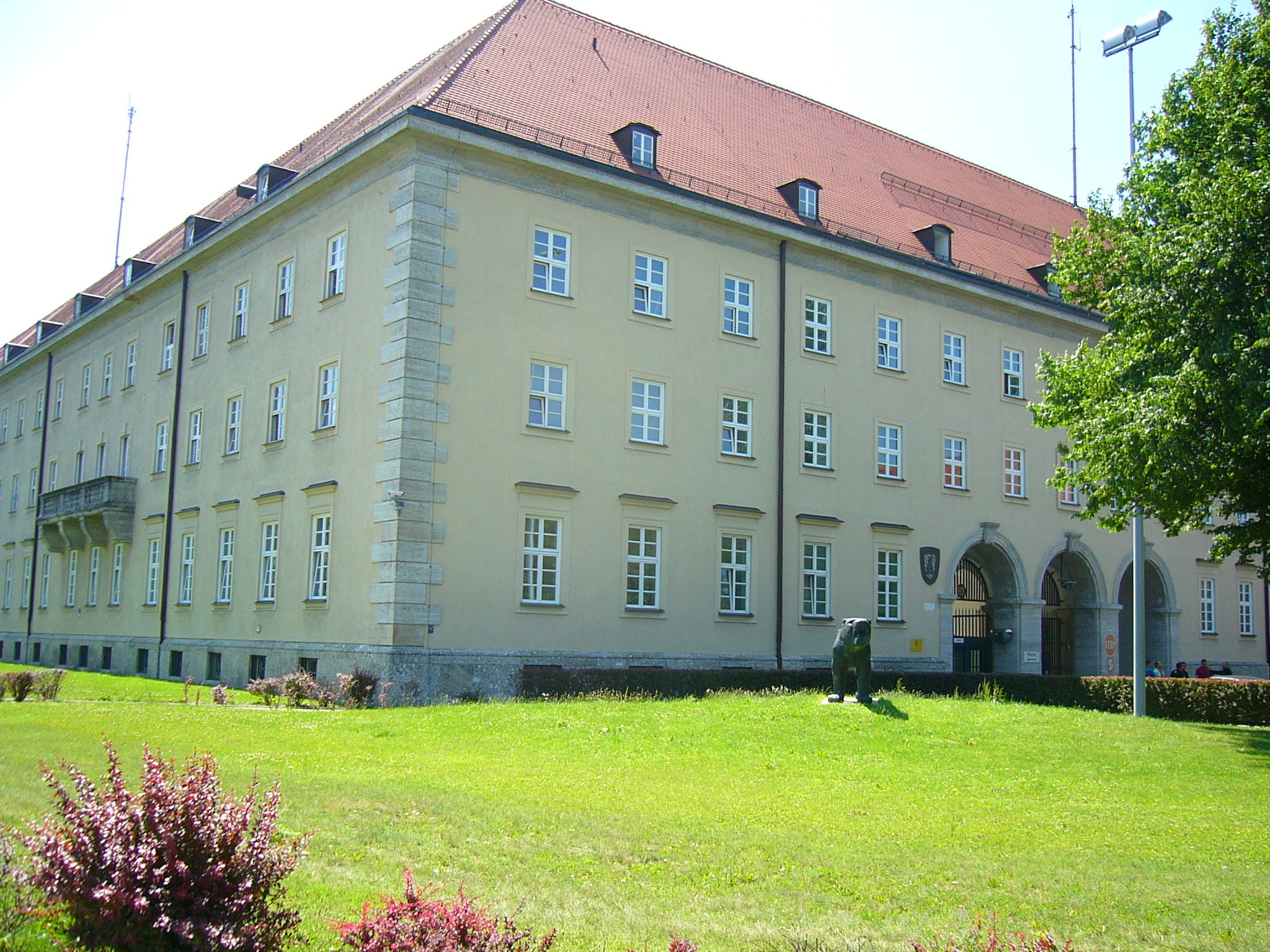
Die I. Bereitschaftspolizei-Abteilung in München

## Geschichte
Nach Ende des Zweiten Weltkriegs und mit Beginn der Besatzung 1945 wurden die Polizeieinrichtungen in Bayern zunächst aufgelöst. Die US-Armee übernahm die Regierungsgewalt. Nachdem die Sicherheitslage zusehends außer Kontrolle geraten war, war die US-Militärregierung gezwungen, eine neue Polizei zu gründen. Am 29. Juni 1945 wurde angeordnet, dass die Bayerische Polizei nach demokratischen Gesichtspunkten und dezentral neu einzurichten sei. Michael Freiherr von Godin wurde zum Präsidenten der Bayerischen Landpolizei ernannt. Die Bayerische Bereitschaftspolizei wurde am 31. Mai 1951 aufgestellt, die ersten „Auswahllehrgänge“ begannen bereits im Herbst 1950. Am 5. Januar 1951 beschloss das BStMI die Gründung der Landesstelle für die Bayerische Bereitschaftspolizei (Königinstr. 17); am 11. Juni 1951 nahm diese Stelle die Arbeit auf. Im Mai 1951 wurden in Rothenburg ob der Tauber zunächst Zug- und Gruppenführer ausgebildet. Am 3. August 1951 wurden die ersten Beamten des einfachen Dienstes in Rebdorf (heute Eichstätt) ausgebildet. Erster Präsident wurde Josef Remold.
Neben der Landpolizei (ab 1972: Landespolizei) entstanden die Bayerische Grenzpolizei (GrePo), das Landeserkennungsamt (heute Bayerisches Landeskriminalamt) und eine Landespolizeischule. Die Bayerische Grenzpolizei bestand bis 1998 und wurde 2018 wiedergegründet.

## Aufgaben
Die Bereitschaftspolizei wurde aufgestellt, um den Ausbildungsbetrieb sicherzustellen und Einsatzkräfte für Sonderlagen bereitzuhalten. Sie ist ferner für die Personalwerbung und -auswahl zuständig und unterhält einen Medizinischen Dienst. In den Ausbildungsseminaren in Eichstätt, Würzburg, Sulzbach-Rosenberg, Nabburg, Königsbrunn und Dachau erfolgt die Ausbildung zum mittleren Polizeivollzugsdienst. An der Fachhochschule für öffentliche Verwaltung und Rechtspflege in Bayern – Fachbereich Polizei – mit den beiden Studienorten Fürstenfeldbruck und Sulzbach-Rosenberg erfolgt die Ausbildung zum gehobenen Polizeivollzugsdienst. Die Fachhochschule untersteht dem Bayerischen Finanzministerium.

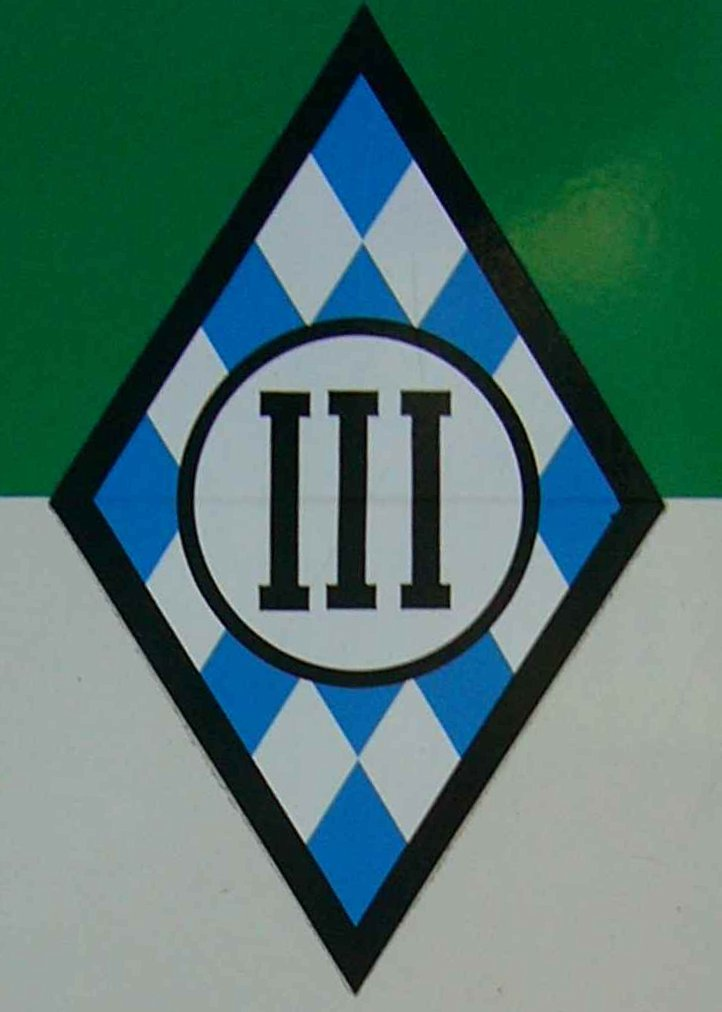
Jedes uniformierte Einsatzfahrzeug der BBPol ist mit einer Raute gekennzeichnet, welche die Abteilung des Polizeifahrzeuges angibt (hier: III. BPA)

## Einsätze
Der erste außerbayerische Einsatz fand im November 1976 in Brokdorf (Schleswig-Holstein) statt. Die BBP hatte ihre größte Herausforderung in den 1980er Jahren zu bewältigen, als es darum ging, den gewalttätigen Proteste gegen die atomare Wiederaufarbeitungsanlage Wackersdorf zu begegnen. Der erste Einsatz im Ausland fand im Jahre 2004 beim Weltwirtschaftsgipfel der G-8 in Davos statt.
Etwa 500 Beamte wurden während der Fußball-Europameisterschaft 2008 in Österreich und der Schweiz eingesetzt.

## Sonstiges
Der Medizinische Dienst unterhält eigene Rettungs- und Krankentransportwagen (weiß mit Rotem Kreuz und Polizeistern) sowie mehrere teils zivile Notarzteinsatzfahrzeuge und eigenes geschultes Rettungsdienstpersonal (Polizeivollzugsbeamte). Durch den sogenannten polizeiärztlichen Dienst wird auch die freie Heilfürsorge in großen Teilen bewältigt. Hierfür gibt es eine Ärzteschaft, Labors und Apotheken. Es stehen 35 Ärzte und 2 Zahnärzte sowie weiteres Personal zur Verfügung.
Das Wappentier ist der Panther.

## Präsidenten
Die Präsidenten der Bayerischen Bereitschaftspolizei seit deren Gründung 1951
| Amtsantritt    | Amtsende      | Name               |
| -------------- | ------------- | ------------------ |
| 5. Jan. 1951   | 31. Okt. 1962 | Josef Remold       |
| 31. Okt. 1962  | 1970          | Heinrich Martin    |
| 1970           | 3. Aug. 1973  | Karl Krampol       |
| 3. Aug. 1973   | 1. Dez. 1990  | Hans Lipp          |
| 1. Dez. 1990   | 25. Apr. 1994 | Hermann Friker     |
| 25. Apr. 1994  | Juni 1996     | Oswald Holmer      |
| Juni 1996      | 16. Nov. 2000 | Ingo Gutgesell     |
| 16. Nov. 2000  | Sep. 2002     | Gerhard Hauptmannl |
| Sep. 2002      | 28. Okt. 2010 | Karl-Heinz Spörl   |
| 29. Okt. 2010  | 24. Juli 2020 | Wolfgang Sommer    |
| 24. Juli 2020  | 31. Juli 2024 | Udo Skrzypczak     |
| 1. August 2024 |               | Michael Dibowski   |